# 5663 McKeegan
5663 McKeegan eller 1981 QE12 är en asteroid i huvudbältet som upptäcktes den 1 mars 1981 av den amerikanska astronomen Schelte J. Bus vid Siding Spring-observatoriet. Den är uppkallad efter Kevin McKeegan.
Asteroiden har en diameter på ungefär 5 kilometer.